# 新潟市の地理
新潟市の地理（にいがたしのちり）は、新潟県新潟市の地理についての概略。

## 隣接している自治体
※北から東回り順に。
| 方角 | 自治体                         |
| ---- | ------------------------------ |
| 北東 | 北蒲原郡聖籠町                 |
| 東   | 新発田市                       |
| 南東 | 阿賀野市、五泉市               |
| 南   | 南蒲原郡田上町、加茂市、三条市 |
| 南西 | 燕市、西蒲原郡弥彦村、長岡市   |

※この他にも北西方向にある佐渡市とは海を隔てて接しており、航路により結ばれている（詳細は佐渡汽船を参照）。

## 地形

2022年（令和4年）撮影の新潟市中心部周辺の空中写真。信濃川最下流部の両岸に市街地が形成されている。2022年7月2日年撮影の66枚を合成作成。。

新潟市は越後平野に位置している。信濃川と阿賀野川が日本海に流れ込む場所で、古くは、信濃川河口周辺が、越後平野ほぼ唯一の河口であった。河川の流域には低湿な平野と数多くの潟湖が、また海岸線に沿って砂丘が形成されている。
市域の約3割は海抜ゼロメートル地帯で自然排水しないため、ポンプで水を汲み上げている。海岸付近では周囲を海や河川に囲まれた新潟島や榎島、横越島などが形成されている。
市域西部の西蒲区に弥彦山脈が、南部の秋葉区に新津丘陵があり、越後平野を挟むように連なっている。

### 海岸部
新潟市の海岸のうち、北区から西蒲区角田山北麓の角田岬にかけては、砂浜海岸となっている。このうち、信濃川河口から関屋分水路までの新潟海岸では1904年（明治37年）から海岸侵食が進み海岸決壊によって砂浜を消失したが、1960年（昭和35年）まで護岸工事が行われ、海岸決壊は止まっている。西蒲区角田山北麓の角田岬以南は、ところどころに砂浜が形成され、「越後七浦」とも呼ばれる岩石海岸となっている。

### 砂丘
北区から西蒲区の角田山北麓にかけての海岸沿いには、新潟砂丘と呼ばれる砂丘が形成されている。これらの海岸砂丘は、約6000年前ごろまでに、北区葛塚、江南区亀田、西蒲区布目付近に形成された。

### 平野部

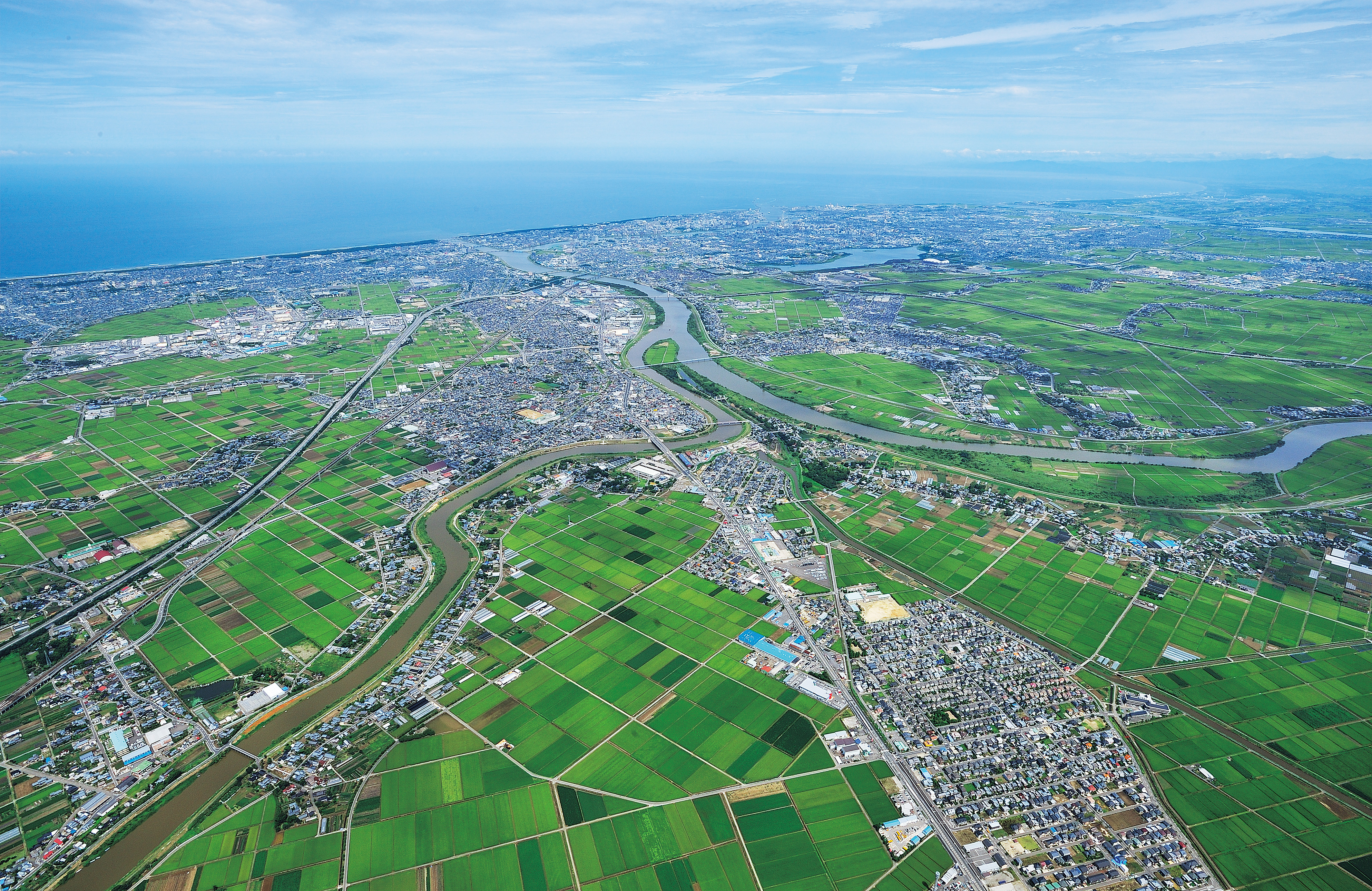
自然堤防に沿って発達する古くからの集落と後背湿地の新興住宅地（新潟市郊外）

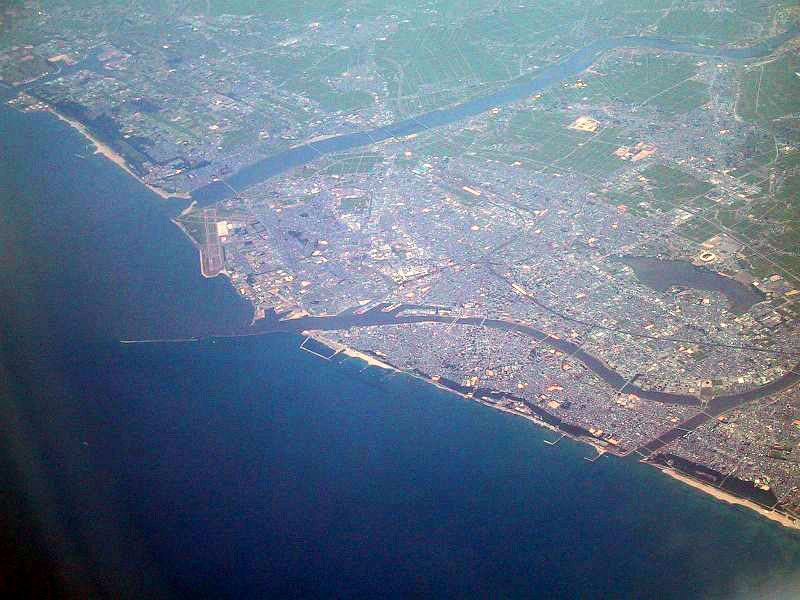
関屋分水路と信濃川に囲まれた新潟島（沖合上空から）

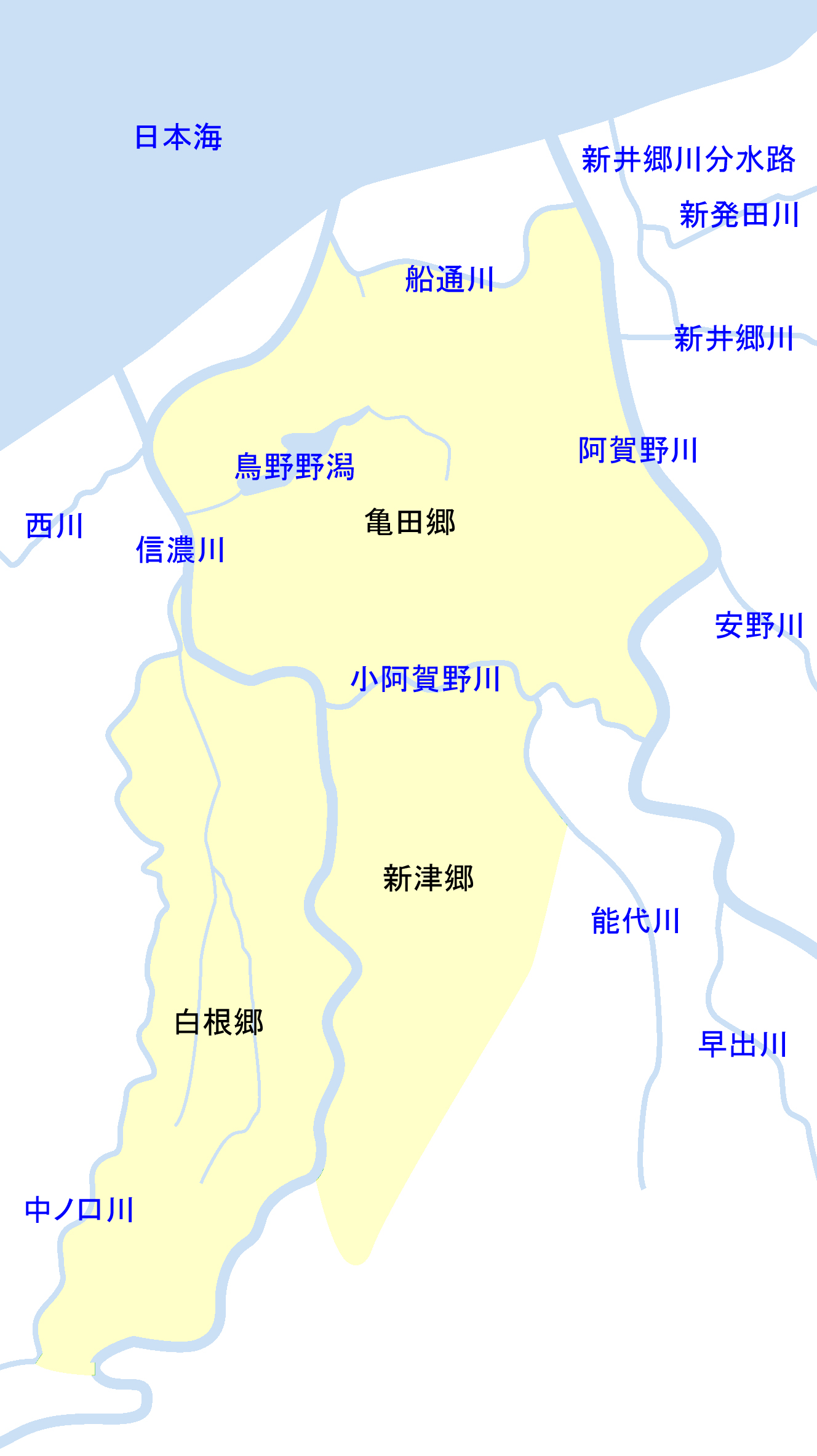
亀田郷・白根郷・新津郷の分布

新潟市の市域の大半は、越後平野内にある。現市域の内陸部は低平な輪中地帯で、信濃川・阿賀野川などによって運ばれた土砂が堆積(たいせき)して形成され、4世紀ごろまでに現在の海岸砂丘まで平野が広がった。1950年代前半までは、その大半が湿田であった。
かつて「地図にない湖」とも呼ばれた「亀田郷」をはじめ、現在の北区のほぼ全域にあたる福島潟を中心とした「新井郷」、現在の秋葉区のほぼ全域にあたる「新津郷」、現在の南区白根地区と加茂市須田地区にあたる「白根郷」、現在の西蒲区東部にあたる鎧潟を中心とした「鎧郷」など、現市域の内陸部の大半が大湿地帯であり、農民は舟を使って腰まで水に浸かりながらの農作業を強いられ、生産性が低く且つ命懸けの作業環境にさらされていた。
これらの地域では1940年代から1970年代にかけて強制排水による干拓・乾田化が進められ、鎧潟は湖面の全域が、福島潟も湖面の一部を残して干拓され、農地に転換された。なお鳥屋野潟についても、かつては全面干拓の構想があり、それを見越した投機目的の湖底地売買が行われたものの、実現には至らなかった。
現在もこれらの地域には基幹排水路や排水機場が設けられ、強制排水によって治水が維持されている。

#### 河川
新潟市は、信濃川と阿賀野川という日本でも有数の河川の河口を有している。

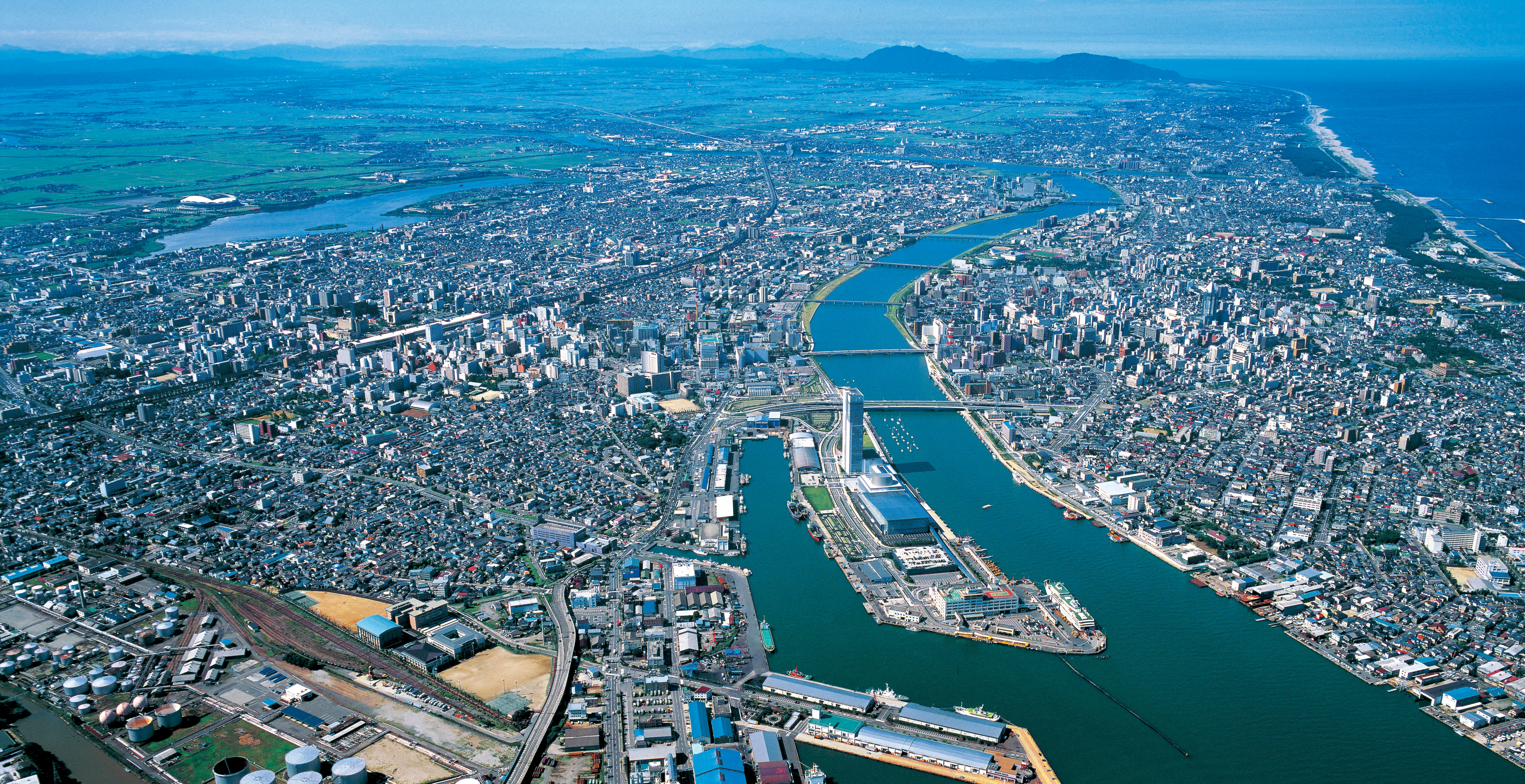
新潟市街を流れる信濃川

| - 信濃川 - 通船川 - 栗ノ木川 - 関屋分水路 - 鷲ノ木大通川 - 西大通川 - 小阿賀野川 - 能代川 - 中ノ口川 - 西川 | - 阿賀野川 - 新井郷川 - 新井郷川分水路 - 新発田川 - 派川加治川 - 駒林川 - 福島潟放水路 |

| - 新川 - 広通川 - 西山川 - 木山川 - 大通川 - 飛落川 | - 坂本川 - 白勢川 - 宝川 |

#### 潟湖

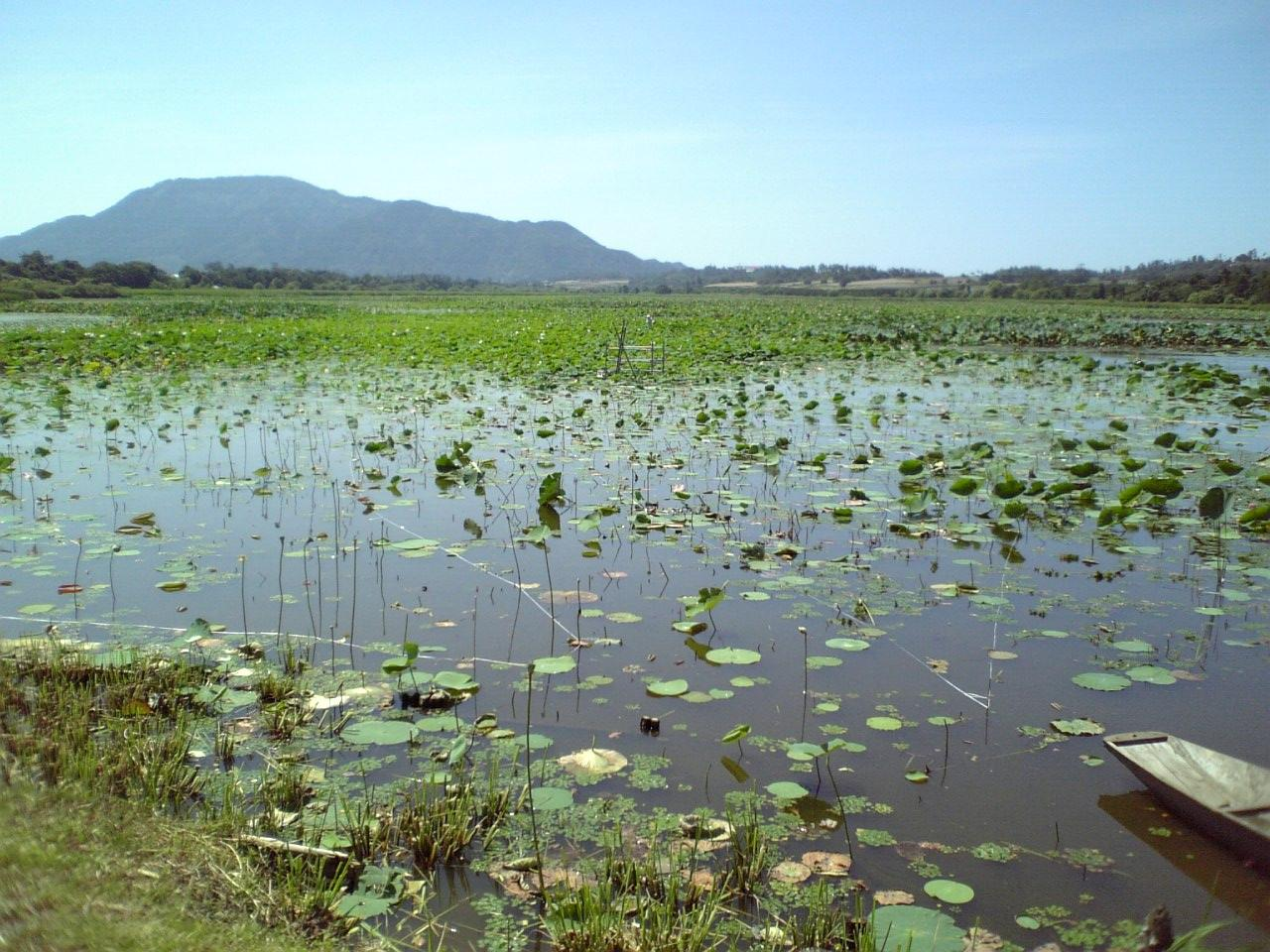
佐潟

郊外の平野部には、湿田や潟湖を干拓した広大な水田が広がる一方でかつて大小の潟湖(せきこ)が多くあり、漁業やアシ刈り場などに利用されていた。現在でも鳥屋野潟や佐潟、福島潟などの潟湖が残されており、このうち佐潟については1997年（平成9年）に、ラムサール条約登録湿地となっている。

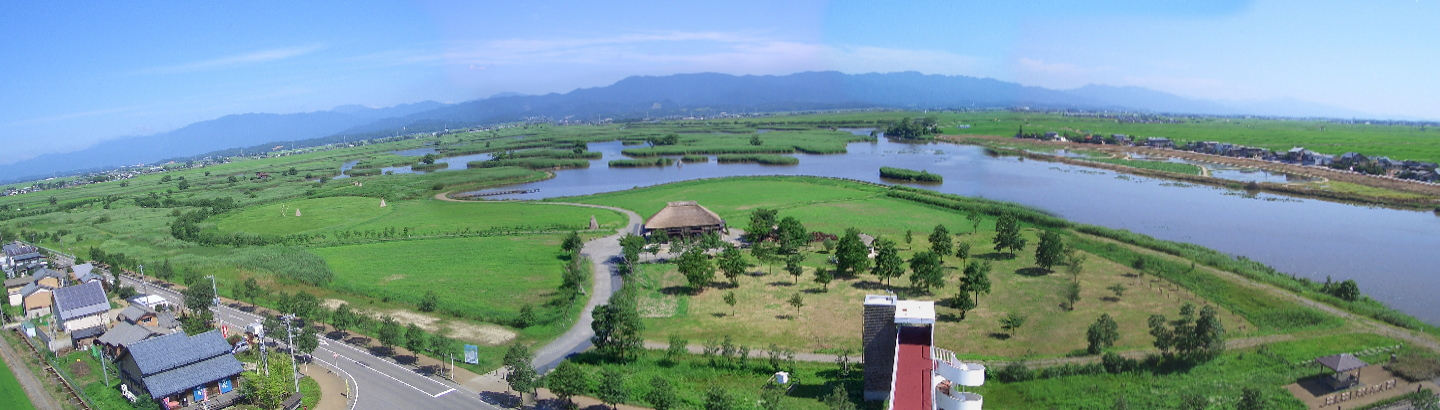
ビュー福島潟の屋上展望台から眺めた福島潟

- 福島潟
- 鳥屋野潟
- 清五郎潟
- 佐潟
- 御手洗潟（みたらせがた）
- 上堰潟（うわせきがた）

- どんち池
- 北山池
- じゅんさい池
- 松浜の沼

### 丘陵部・山岳部

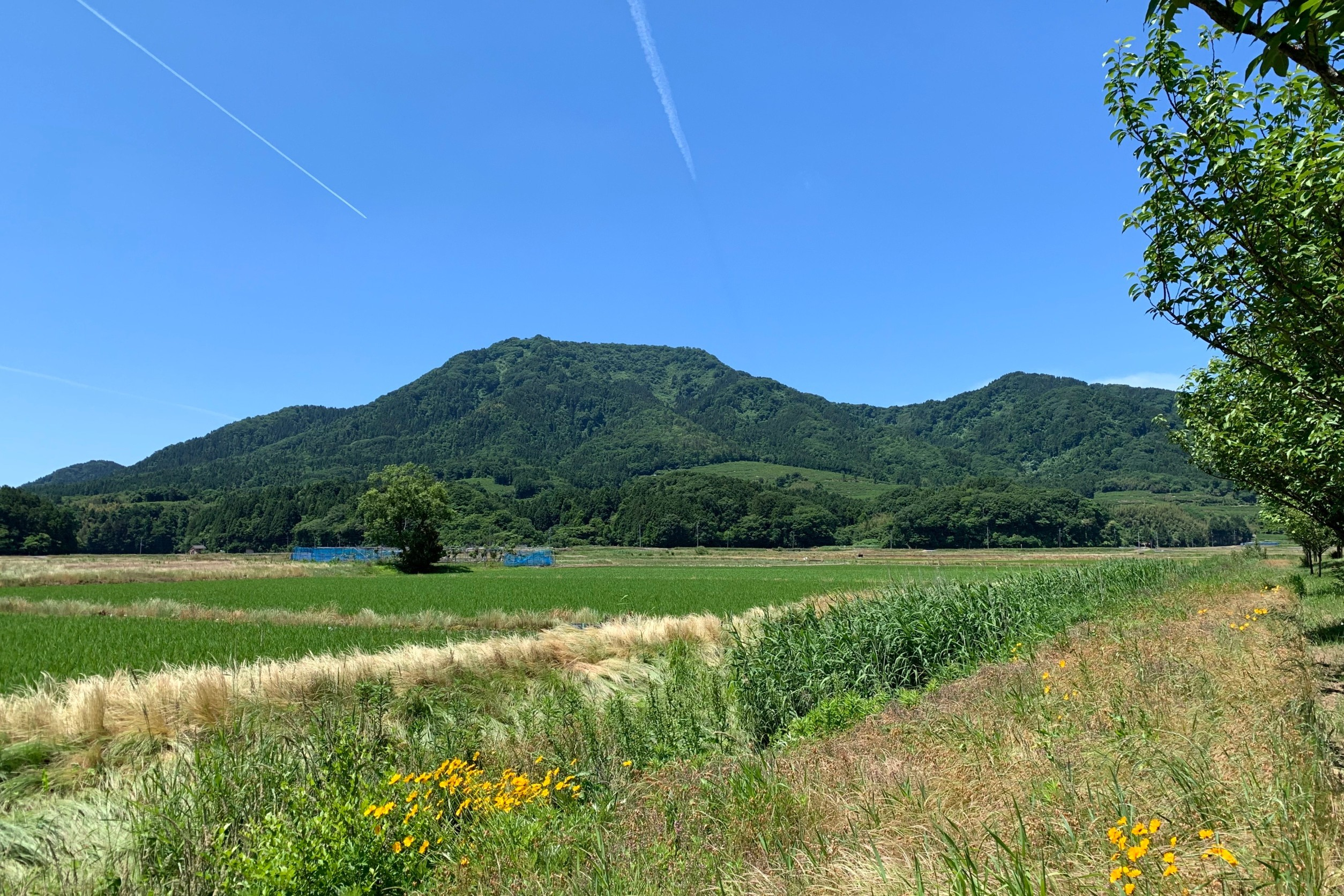
角田山

秋葉区南東側から田上町にかけての地域には新津丘陵が続く。また、西蒲区南西部の海岸部には弥彦山脈の一部である角田山と多宝山がそびえ、隣り合う弥彦山、国上山と共に佐渡弥彦米山国定公園の区域に指定されている。越後平野のどこからでも見え、海上では航海の目印になった。

## 地質
越後平野の信濃川・阿賀野川下流域は、かつてはその多くが湿地帯で、現在も水田やその埋立地が多いという背景から、地盤が軟弱な箇所が多い。また軟弱な地盤ゆえ、仮に大規模な地震が発生した際には揺れが大きくなりやすく、液状化現象が発生する可能性が非常に高い。
内閣府が2005年に発表した「表層地盤のゆれやすさ全国マップ」によると、新潟市付近の表層地盤は軟らかいため、非常に揺れが増幅し易いという調査結果が出ている（沿岸部の都市は総じて揺れ易い傾向にある）。また、これとは別に、大地震が発生した際には、関東平野・濃尾平野・大阪平野・庄内平野・秋田平野などと並んで、長周期地震動によって揺れが増幅し易い箇所であるとの研究結果もある。

### 地下資源

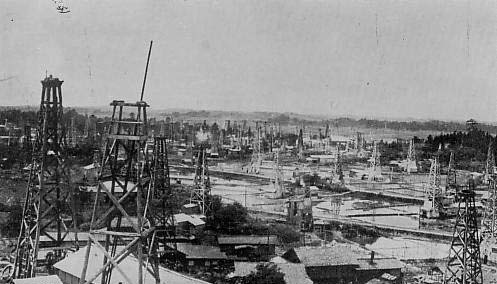
往時の新津油田

新潟市周辺の地下には、含水層に水溶性天然ガスが豊富に含まれ、市街地化の進捗や生活様式の近代化が進んだ1950年代にはこの天然ガスを採取するため、地下水の揚水量が急増した。そのため軟弱な地盤上にある市域周辺では地盤沈下が深刻化し、海岸決壊など多くの被害が及んだことから、1959年以降に相次いで規制措置が取られた。現在では天然ガスを分離した後の地下水を元の含水層へ全量還元圧入する方法が採用されている。この地下水から国内生産量の8%にあたるヨウ素も採取されている。
県内陸部の市町村では、積雪時に道路上に地下水を散水する消雪パイプを敷設しているところが多いが、新潟市周辺では前述の事情から、公道上に消雪パイプを敷設している箇所はごく少ない。
天然ガスの採取に関しては新潟市の経済#鉱業を参照。

## 気候

### 気候の概要
| 新潟市（新潟地方気象台、標高4.1m）の気候                      | 新潟市（新潟地方気象台、標高4.1m）の気候 | 新潟市（新潟地方気象台、標高4.1m）の気候 | 新潟市（新潟地方気象台、標高4.1m）の気候 | 新潟市（新潟地方気象台、標高4.1m）の気候 | 新潟市（新潟地方気象台、標高4.1m）の気候 | 新潟市（新潟地方気象台、標高4.1m）の気候 | 新潟市（新潟地方気象台、標高4.1m）の気候 | 新潟市（新潟地方気象台、標高4.1m）の気候 | 新潟市（新潟地方気象台、標高4.1m）の気候 | 新潟市（新潟地方気象台、標高4.1m）の気候 | 新潟市（新潟地方気象台、標高4.1m）の気候 | 新潟市（新潟地方気象台、標高4.1m）の気候 | 新潟市（新潟地方気象台、標高4.1m）の気候 |
| 月                                                            | 1月                                      | 2月                                      | 3月                                      | 4月                                      | 5月                                      | 6月                                      | 7月                                      | 8月                                      | 9月                                      | 10月                                     | 11月                                     | 12月                                     | 年                                       |
| ------------------------------------------------------------- | ---------------------------------------- | ---------------------------------------- | ---------------------------------------- | ---------------------------------------- | ---------------------------------------- | ---------------------------------------- | ---------------------------------------- | ---------------------------------------- | ---------------------------------------- | ---------------------------------------- | ---------------------------------------- | ---------------------------------------- | ---------------------------------------- |
| 最高気温記録 °C （°F）                                        | 15.3 (59.5)                              | 21.3 (70.3)                              | 25.1 (77.2)                              | 30.7 (87.3)                              | 32.9 (91.2)                              | 35.0 (95)                                | 38.5 (101.3)                             | 39.9 (103.8)                             | 38.8 (101.8)                             | 33.3 (91.9)                              | 27.2 (81)                                | 23.6 (74.5)                              | 39.9 (103.8)                             |
| 平均最高気温 °C （°F）                                        | 5.3 (41.5)                               | 6.4 (43.5)                               | 10.3 (50.5)                              | 16.1 (61)                                | 21.3 (70.3)                              | 24.8 (76.6)                              | 28.7 (83.7)                              | 30.8 (87.4)                              | 26.4 (79.5)                              | 20.7 (69.3)                              | 14.3 (57.7)                              | 8.7 (47.7)                               | 17.8 (64)                                |
| 日平均気温 °C （°F）                                          | 2.5 (36.5)                               | 3.1 (37.6)                               | 6.2 (43.2)                               | 11.3 (52.3)                              | 16.7 (62.1)                              | 20.9 (69.6)                              | 24.9 (76.8)                              | 26.5 (79.7)                              | 22.5 (72.5)                              | 16.7 (62.1)                              | 10.5 (50.9)                              | 5.3 (41.5)                               | 13.9 (57)                                |
| 平均最低気温 °C （°F）                                        | 0.1 (32.2)                               | −0.1 (31.8)                              | 2.4 (36.3)                               | 7.0 (44.6)                               | 12.7 (54.9)                              | 17.7 (63.9)                              | 21.8 (71.2)                              | 23.3 (73.9)                              | 19.0 (66.2)                              | 12.8 (55)                                | 6.9 (44.4)                               | 2.4 (36.3)                               | 10.5 (50.9)                              |
| 最低気温記録 °C （°F）                                        | −11.7 (10.9)                             | −13.0 (8.6)                              | −6.4 (20.5)                              | −2.5 (27.5)                              | 2.0 (35.6)                               | 6.7 (44.1)                               | 11.4 (52.5)                              | 14.5 (58.1)                              | 7.9 (46.2)                               | 3.0 (37.4)                               | −1.8 (28.8)                              | −9.5 (14.9)                              | −13.0 (8.6)                              |
| 降水量 mm （inch）                                            | 180.9 (7.122)                            | 115.8 (4.559)                            | 112.0 (4.409)                            | 97.2 (3.827)                             | 94.4 (3.717)                             | 121.1 (4.768)                            | 222.3 (8.752)                            | 163.4 (6.433)                            | 151.9 (5.98)                             | 157.7 (6.209)                            | 203.5 (8.012)                            | 225.9 (8.894)                            | 1,845.9 (72.673)                         |
| 降雪量 cm （inch）                                            | 63 (24.8)                                | 48 (18.9)                                | 8 (3.1)                                  | 0 (0)                                    | 0 (0)                                    | 0 (0)                                    | 0 (0)                                    | 0 (0)                                    | 0 (0)                                    | 0 (0)                                    | 0 (0)                                    | 19 (7.5)                                 | 139 (54.7)                               |
| 平均降水日数 （≥0.5 mm）                                      | 23.3                                     | 19.0                                     | 17.4                                     | 13.3                                     | 11.3                                     | 10.6                                     | 13.6                                     | 10.9                                     | 13.5                                     | 15.2                                     | 19.2                                     | 24.1                                     | 191.4                                    |
| 平均降雪日数 （≥0 cm）                                        | 22.7                                     | 19.8                                     | 10.9                                     | 1.1                                      | 0                                        | 0                                        | 0                                        | 0                                        | 0                                        | 0                                        | 1.5                                      | 14.0                                     | 69.9                                     |
| % 湿度                                                        | 72                                       | 74                                       | 68                                       | 66                                       | 69                                       | 74                                       | 79                                       | 75                                       | 73                                       | 72                                       | 74                                       | 74                                       | 72                                       |
| 平均月間日照時間                                              | 56.4                                     | 74.3                                     | 136.8                                    | 177.7                                    | 202.8                                    | 179.2                                    | 162.1                                    | 205.2                                    | 156.2                                    | 138.2                                    | 91.5                                     | 62.9                                     | 1,639.6                                  |
| 出典：気象庁 （平均値：1991年 - 2020年、極値：1886年 - 現在） |                                          |                                          |                                          |                                          |                                          |                                          |                                          |                                          |                                          |                                          |                                          |                                          |                                          |

| 新津の気候                                                                  | 新津の気候    | 新津の気候   | 新津の気候    | 新津の気候   | 新津の気候   | 新津の気候    | 新津の気候    | 新津の気候    | 新津の気候    | 新津の気候    | 新津の気候    | 新津の気候    | 新津の気候       |
| 月                                                                          | 1月           | 2月          | 3月           | 4月          | 5月          | 6月           | 7月           | 8月           | 9月           | 10月          | 11月          | 12月          | 年               |
| --------------------------------------------------------------------------- | ------------- | ------------ | ------------- | ------------ | ------------ | ------------- | ------------- | ------------- | ------------- | ------------- | ------------- | ------------- | ---------------- |
| 最高気温記録 °C （°F）                                                      | 15.4 (59.7)   | 20.6 (69.1)  | 23.9 (75)     | 30.8 (87.4)  | 33.8 (92.8)  | 36.2 (97.2)   | 37.9 (100.2)  | 39.4 (102.9)  | 37.2 (99)     | 32.4 (90.3)   | 25.9 (78.6)   | 17.9 (64.2)   | 39.4 (102.9)     |
| 平均最高気温 °C （°F）                                                      | 4.7 (40.5)    | 5.5 (41.9)   | 10.0 (50)     | 16.6 (61.9)  | 22.3 (72.1)  | 25.7 (78.3)   | 29.2 (84.6)   | 31.1 (88)     | 27.0 (80.6)   | 20.9 (69.6)   | 14.1 (57.4)   | 7.8 (46)      | 17.9 (64.2)      |
| 日平均気温 °C （°F）                                                        | 1.7 (35.1)    | 1.8 (35.2)   | 5.1 (41.2)    | 10.8 (51.4)  | 16.8 (62.2)  | 20.8 (69.4)   | 24.4 (75.9)   | 25.7 (78.3)   | 21.8 (71.2)   | 15.7 (60.3)   | 9.5 (49.1)    | 4.4 (39.9)    | 13.2 (55.8)      |
| 平均最低気温 °C （°F）                                                      | −1.3 (29.7)   | −1.8 (28.8)  | 0.5 (32.9)    | 5.0 (41)     | 12.1 (53.8)  | 16.8 (62.2)   | 20.8 (69.4)   | 21.7 (71.1)   | 17.6 (63.7)   | 10.9 (51.6)   | 5.1 (41.2)    | 1.1 (34)      | 9.1 (48.4)       |
| 最低気温記録 °C （°F）                                                      | −15.1 (4.8)   | −12.6 (9.3)  | −13.2 (8.2)   | −2.6 (27.3)  | 2.8 (37)     | 9.2 (48.6)    | 13.5 (56.3)   | 13.1 (55.6)   | 8.2 (46.8)    | 1.0 (33.8)    | −3.6 (25.5)   | −11.1 (12)    | −15.1 (4.8)      |
| 降水量 mm （inch）                                                          | 189.0 (7.441) | 120.9 (4.76) | 109.9 (4.327) | 95.4 (3.756) | 90.5 (3.563) | 123.8 (4.874) | 225.6 (8.882) | 159.8 (6.291) | 148.1 (5.831) | 151.8 (5.976) | 216.0 (8.504) | 246.3 (9.697) | 1,877.1 (73.902) |
| 降雪量 cm （inch）                                                          | 104 (40.9)    | 86 (33.9)    | 22 (8.7)      | 0 (0)        | 0 (0)        | 0 (0)         | 0 (0)         | 0 (0)         | 0 (0)         | 0 (0)         | 0 (0)         | 38 (15)       | 249 (98)         |
| 平均月間日照時間                                                            | 53.7          | 74.5         | 123.2         | 169.5        | 199.3        | 167.4         | 153.7         | 199.7         | 145.8         | 133.2         | 89.9          | 57.6          | 1,564            |
| 出典1：気象庁 平年値（年・月ごとの値）(平均値 : 1991年 - 2020年)            |               |              |               |              |              |               |               |               |               |               |               |               |                  |
| 出典2：気象庁 観測史上1～10位の値（年間を通じての値）(極値 : 1976年 - 現在) |               |              |               |              |              |               |               |               |               |               |               |               |                  |

| 巻の気候                                                                    | 巻の気候      | 巻の気候     | 巻の気候     | 巻の気候     | 巻の気候     | 巻の気候      | 巻の気候      | 巻の気候      | 巻の気候      | 巻の気候      | 巻の気候      | 巻の気候      | 巻の気候         |
| 月                                                                          | 1月           | 2月          | 3月          | 4月          | 5月          | 6月           | 7月           | 8月           | 9月           | 10月          | 11月          | 12月          | 年               |
| --------------------------------------------------------------------------- | ------------- | ------------ | ------------ | ------------ | ------------ | ------------- | ------------- | ------------- | ------------- | ------------- | ------------- | ------------- | ---------------- |
| 最高気温記録 °C （°F）                                                      | 14.8 (58.6)   | 21.6 (70.9)  | 23.7 (74.7)  | 29.4 (84.9)  | 32.2 (90)    | 33.7 (92.7)   | 36.9 (98.4)   | 38.9 (102)    | 38.6 (101.5)  | 32.4 (90.3)   | 26.5 (79.7)   | 18.9 (66)     | 38.9 (102)       |
| 平均最高気温 °C （°F）                                                      | 5.2 (41.4)    | 5.9 (42.6)   | 9.9 (49.8)   | 16.0 (60.8)  | 21.4 (70.5)  | 24.8 (76.6)   | 28.3 (82.9)   | 30.2 (86.4)   | 26.4 (79.5)   | 20.4 (68.7)   | 14.2 (57.6)   | 8.2 (46.8)    | 17.6 (63.7)      |
| 日平均気温 °C （°F）                                                        | 2.1 (35.8)    | 2.2 (36)     | 5.3 (41.5)   | 10.7 (51.3)  | 16.4 (61.5)  | 20.4 (68.7)   | 24.3 (75.7)   | 25.6 (78.1)   | 21.6 (70.9)   | 15.6 (60.1)   | 9.7 (49.5)    | 4.6 (40.3)    | 13.2 (55.8)      |
| 平均最低気温 °C （°F）                                                      | −0.7 (30.7)   | −1.1 (30)    | 1.0 (33.8)   | 5.6 (42.1)   | 12.1 (53.8)  | 16.8 (62.2)   | 21.0 (69.8)   | 21.9 (71.4)   | 17.7 (63.9)   | 11.2 (52.2)   | 5.6 (42.1)    | 1.4 (34.5)    | 9.3 (48.7)       |
| 最低気温記録 °C （°F）                                                      | −13.1 (8.4)   | −12 (10)     | −7.5 (18.5)  | −3.2 (26.2)  | 4.0 (39.2)   | 8.8 (47.8)    | 13.4 (56.1)   | 12.7 (54.9)   | 7.1 (44.8)    | 1.8 (35.2)    | −5.4 (22.3)   | −12.2 (10)    | −13.1 (8.4)      |
| 降水量 mm （inch）                                                          | 165.2 (6.504) | 99.8 (3.929) | 99.9 (3.933) | 90.9 (3.579) | 85.2 (3.354) | 117.0 (4.606) | 213.3 (8.398) | 154.2 (6.071) | 130.4 (5.134) | 136.1 (5.358) | 190.2 (7.488) | 222.8 (8.772) | 1,704.1 (67.091) |
| 平均月間日照時間                                                            | 47.9          | 71.2         | 129.9        | 171.5        | 195.0        | 174.9         | 157.8         | 182.4         | 139.1         | 126.0         | 85.4          | 49.6          | 1,530.7          |
| 出典1：気象庁 平年値（年・月ごとの値）(平均値 : 1991年 - 2020年)            |               |              |              |              |              |               |               |               |               |               |               |               |                  |
| 出典2：気象庁 観測史上1～10位の値（年間を通じての値）(極値 : 1976年 - 現在) |               |              |              |              |              |               |               |               |               |               |               |               |                  |

日本海側気候のため、冬は湿度が高い。春から夏にかけては同緯度の東北太平洋側と比べると気温が高く、南高北低の気圧配置になった場合南風が越後山脈を超える際に起こるフェーン現象の影響を受け、高温になることがある。
市域内のアメダスは以下の4箇所に設置されている。
- 新潟地方気象台（新潟観測所）：中央区美咲町（信濃川下流部、関屋分水路の分流点付近に位置する）
- 松浜観測所：東区松浜町（新潟空港）
- 新津観測所：秋葉区小戸下組
- 巻観測所：西蒲区巻甲

このうち内陸に位置する新津観測所では、2012年8月31日13時22分に36.6度、同年9月14日正午に35.5度と、それぞれ当日の全国最高気温を記録するなど、夏には厳しい猛暑となる一方で、冬の寒さは沿岸部よりも厳しく、氷点下10度を下回ることもあり、1985年に-15.1度、2003年には-12.1度、2012年にも-10.0度以下を観測している。最近でも2018年1月13日に秋葉区新津で-13.2度 西蒲区巻で-12.9度とかなり厳しい冷え込みを観測している。他方、沿岸部では2000年以降、氷点下5度以下を記録するケースは少ない（強風やヒートアイランド現象によって放射冷却現象が弱められるため）。このように、市域内でも沿岸と内陸では気候に大きな違いがある。

### 雨
新潟県は雪国であるため降水量は冬に多いが、警報級の日量140 mm以上の大雨は、水蒸気量の多い6月から9月に頻発する。
新潟市の雨の特徴として東京都と比較した際、4月から10月までの期間は新潟県も東京都も量的にはそれほどの差は無い。梅雨時期の6月から7月を比較すると、東京都では6月に雨が多く、新潟県では7月に多くなっている。
新潟県は梅雨期間の後半にあたる7月に梅雨前線の影響を受けやすく、梅雨期間に大雨が降る傾向にある。また、大雨は梅雨期間中の梅雨前線だけでなく、梅雨明けから8月にかけての期間に梅雨前線の南下に伴って大雨になることが多い。

### 雪
新潟県内は全域が豪雪地帯に指定されているが、新潟市の市域は県内の他地域と比べて降雪量・積雪量が少ない。沿岸部で1か月以上積雪が残る根雪となることは珍しく、各地で記録的な大雪となった平成18年豪雪（2006年）の際でも、中央区の最深積雪は24 cmであり例年通りだった。
降雪・積雪が少ない要因としては、標高や海の存在に起因する気温の高さのほか、背後に広大で平坦な越後平野を抱えており越後山脈など標高の高い地域から離れているため、雪雲が山にぶつかって大雪を降らせる一般的な日本海側の降雪機序（いわゆる山雪）の際に雪が降りにくいことが挙げられる。また、季節風の風上に佐渡島があることも関係しているといわれている。
ただし、いわゆる里雪をもたらす気圧配置の際は市内でも大雪となることがあり、中央区のアメダスでは1983年（昭和58年）2月12日には86 cm、2010年（平成22年）2月に26年ぶりの大雪となる最深積雪81 cmを記録した他、2012年2月17日には71 cm、2018年1月12日には80 cmの積雪を記録するなど、近年は大雪となる年が続いた。1 mを越える積雪は中央区のアメダスでは1961年（昭和36年）1・2月を最後に観測されていないが、新津（秋葉区）のアメダスでは2021年（令和3年）1月に116 cmの積雪を観測し35年ぶりに1 m超えとなったほか、気象庁公式のデータではないものの、豊栄（北区）でも2021年1月に1 mを超える積雪が観測されている。
なお、地盤の細項で前掲した地盤沈下対策による地下水の採取規制などもあって、県内の上越市や長岡市などや、県外の金沢市や富山市など他都市と比較して、消雪パイプの設置箇所は少なく、道路上のものは秋葉区などの内陸部やアンダーパス・跨線橋などの傾斜部を除けば稀である。
| 観測地点 | 降雪量累計 | 最深積雪 | 最寒月気温 | 観測地点 | 降雪量累計 | 最深積雪 | 最寒月気温 |
| -------- | ---------- | -------- | ---------- | -------- | ---------- | -------- | ---------- |
| 札幌     | 597 cm     | 100 cm   | -3.6℃      | 八戸     | 248 cm     | 29 cm    | -0.9℃      |
| 青森     | 669 cm     | 111 cm   | -1.2℃      | 盛岡     | 272 cm     | 39 cm    | -1.9℃      |
| 秋田     | 377 cm     | 38 cm    | 0.1℃       | 仙台     | 71 cm      | 17 cm    | 1.6℃       |
| 山形     | 426 cm     | 50 cm    | -0.4℃      | 福島     | 189 cm     | 25 cm    | 1.6℃       |
| 新潟     | 217 cm     | 36 cm    | 2.4℃       | 若松     | 478 cm     | 59 cm    | -0.6℃      |
| 高田     | 635 cm     | 122 cm   | 2.4℃       | 前橋     | 24 cm      | 10 cm    | 3.5℃       |
| 富山     | 383 cm     | 62 cm    | 2.7℃       | 東京     | 11 cm      | 6 cm     | 5.2℃       |
| 金沢     | 281 cm     | 44 cm    | 3.8℃       | 長野     | 263 cm     | 31 cm    | -0.6℃      |
| 福井     | 286 cm     | 55 cm    | 3.0℃       | 岐阜     | 47 cm      | 17 cm    | 4.4℃       |
| 鳥取     | 214 cm     | 46 cm    | 4.0℃       | 名古屋   | 16 cm      | 8 cm     | 4.5℃       |
| 松江     | 89 cm      | 20 cm    | 4.3℃       | 彦根     | 104 cm     | 26 cm    | 3.7℃       |

※降雪量累計：日ごとの降雪量を、シーズン全体で合計した量（平年値）
※最深積雪：シーズン最大の積雪深（平年値）
※最寒月気温：最寒月（1月）の平均気温（平年値）
※他都市については「新潟県#気候」「降雪#降雪量の記録（日本）」「積雪#最深積雪の平年値と極値」の各記事を参照。

### 風
冬は海からの風が強く、悪天候時には暴風雪が主に北西から猛烈に吹き付ける。ただし、沿岸部では季節を問わず海からの風は比較的強く、立っていられない程の風が吹くこともしばしばある。

### 季節
春
3月から5月までの期間を指す。3月に入ると青空の日が多くなり、積雪が消える。4月に入ると日照時間は東京都（気象庁）が160.6時間であるのに対し新潟市（新潟地方気象台）は181.8時間と多くなり、冬の日照時間と逆転して丸い移動性高気圧や帯状の高気圧に覆われた日が続く。
梅雨
6月から7月上旬までの期間を指す。6月の中旬になると、新潟市はじめじめとした梅雨の時期を迎える。新潟の梅雨は連日の雨続きではなく、末期に集中豪雨になることが多い。
夏
7月下旬から8月までの期間を指す。太平洋と違い、夏の日本海は好天に恵まれると、波が全くなく、たらいに水を張った状態になる。冬の日本海とは全く性格が異なり、海が碧く美しい。しかし、この時期の間、日中の最高気温が30度以上になる真夏日が約一ヶ月続く。台風によるフェーン現象が発生すると、さらに厳しい暑さをもたらす。夜になってもぬるま湯に入ったような暑さが続き、暑さが和らぐのは8月末になってからである。
秋
9月から11月までの期間を指す。収穫の季節で平野は稲穂で黄金色になり、刈り取った稲がハサ架けにされる。新潟を直撃する台風は少ないが、太平洋高気圧は日本の南東に後退し偏西風帯は日本付近に南下する。このため日本列島は台風の通路となり、新潟県の南側を通ると雨台風となる。
9月中旬ごろから始まるぐずついた天気は、10月中旬ごろにおさまって晴れと雨を繰り返す周期的なものになる。大陸の方から移動性の高気圧や低気圧がやってくるため、寒暖の差が激しくなる。
11月中旬になると、しだいに雲の量が多くなって時雨模様となる。発達した低気圧が寒冷前線を伴い、雷と霰を伴った横殴りの風雨となる。
冬
12月から2月までの期間を指す。鉛色の空の日が続き、雪混じりの北西風が吹く。新潟県は豪雪県と言われるが、新潟市での積雪は北陸地方の沿岸都市に比べ少ない。佐渡島が存在するためと推測されている。2月には時折青空が現れるが、2月の日照時間は東京都は150.4時間なのに対して、新潟市は76.4時間とかなりの差がある。この差は春になるとしだいに縮まる。
一般に雷は夏の風物詩と思いがちであるが、新潟を含む日本海側では、夏のみならず、冬の大雪のときも大気が不安定になって雷が鳴るため、「雪降らし」或いは「雪降ろし」「雪起こし」などと呼ばれ、冬の風物詩にもなっている。また、潟湖で越冬する白鳥・ガンが、朝と晩に空を行き交う季節でもある。

## 災害

### 地震
- 新潟地震
- 能登半島地震 (2024年)

### 気象災害
風水害
- 横田切れ
- 木津切れ
- 曽川切れ
- 第2室戸台風
- 昭和41年下越水害「7.17水害」
- 昭和42年羽越豪雨「8.28水害」
- 平成10年8月新潟豪雨「8.4水害」
- 平成16年7月新潟・福島豪雨「7.13水害」
- 新潟大停電
- 平成23年7月新潟・福島豪雨

雪害
- 昭和36年（1961年）1月
- 昭和58年（1983年）2月12日
- 五九豪雪
- 2009年（平成21年）12月17日
- 2010年（平成22年）2月4日
  - 午前7時には中央区で81cmの積雪を記録。連日にわたって積雪被害や市内交通の機能低下などが生じる。
- 平成30年の大雪

火災
- 新潟大火 (1880年)
- 新潟大火 (1908年)
- 新潟大火 (1955年)